# 디지털 부채널
디지털 부채널 또는 디지털 서브채널(Digital subchannel)은 방송에서 동일한 라디오 주파수 채널의 동일한 디지털 라디오 또는 텔레비전 방송국에서 동시에 두 개 이상의 독립적인 프로그램 스트림을 전송하는 방법이다. 이는 데이터 압축 기술을 사용하여 각 개별 프로그램 스트림의 크기를 줄이고 이를 다중화하여 단일 신호로 결합함으로써 수행된다. 이러한 방식을 "멀티캐스팅"이라고도 한다.

## 기술적 고려사항
디지털 TV는 19.39 Mbit/s(초당 메가비트) 비트스트림이 분할되는 경우 여러 디지털 부채널을 지원한다. 따라서 방송국 관리자와 방송 엔지니어는 하나의 6MHz 채널을 사용하여 다음 시나리오 중 하나를 실행할 수 있다(가변 비트 전송률 인코딩 사용으로 인해 실제 비트 전송률은 엎치락뒷치락한다).
| HDTV 채널                         |     | 부채널                                    |                     |
| --------------------------------- | --- | ----------------------------------------- | ------------------- |
| 1× 1080i 또는 720p HDTV(19Mbit/s) |     | 추가 부채널이 없다.                       | 추가 부채널이 없다. |
| 1× 1080i 또는 720p HDTV(15Mbit/s) | 1   | 480p 또는 480i SD 부채널(~3.8Mbit/s)      |                     |
| 1× 1080i 또는 720p HDTV(11Mbit/s) | 1   | 720p HDTV(8Mbit/s) 부채널                 |                     |
| 1× 1080i 또는 720p HDTV(11Mbit/s) | 2   | 480p 또는 480i SD 부채널(각각 ~3.8Mbit/s) |                     |
| 1× 720p HDTV 채널(8Mbit/s)        | 3   | 480p 또는 480i SD 부채널(각각 ~3.8Mbit/s) |                     |
| 2× 720p HDTV 채널(각각 9.6Mbit/s) |     | SD 부채널 없음                            | SD 부채널 없음      |
| 2× 720p HDTV 채널(각각 7.8Mbit/s) | 1   | 480p 또는 480i SD 부채널(~3.8Mbit/s)      |                     |
| HDTV 채널 없음                    | 2   | 480p 또는 480i SD 부채널(각각 ~6 Mbit/s)  |                     |
| HDTV 채널 없음                    | 3   | 480p 또는 480i SD 부채널(각각 ~6 Mbit/s)  |                     |
| HDTV 채널 없음                    | 4   | 480p 또는 480i SD 부채널(각각 ~4.2Mbit/s) |                     |
| HDTV 채널 없음                    | 5   | 480p 또는 480i SD 부채널(각각 ~3.8Mbit/s) |                     |
| HDTV 채널 없음                    | 6   | 480p 또는 480i SD 부채널(각각 ~3.1Mbit/s) |                     |
| HDTV 채널 없음                    | 7   | 480p 또는 480i SD 부채널(각각 ~2.7Mbit/s) |                     |
| HDTV 채널 없음                    | 8   | 480p 또는 480i SD 부채널(각각 ~2.4Mbit/s) |                     |
| HDTV 채널 없음                    | 9   | 480p 또는 480i SD 부채널(각각 ~2.1Mbit/s) |                     |
| HDTV 채널 없음                    | 10  | 480p 또는 480i SD 부채널(각각 ~1.9Mbit/s) |                     |
| HDTV 채널 없음                    | 120 | 모노 라디오 부채널(각각 ~0.2Mbit/s)       |                     |

## 같이 보기
- 디지털 오디오 방송